# Marcel Renaud
Marcel Victor Alcide Renaud (París, 27 de mayo de 1926-Bourges, 5 de diciembre de 2016) fue un deportista francés que compitió en piragüismo en las modalidades de aguas tranquilas y eslalon.
Participó en dos Juegos Olímpicos de Verano en los años 1952 y 1956, obteniendo una medalla de plata en Melbourne 1956 en la prueba de C2 10 000 m. Ganó una medalla de bronce en el Campeonato Mundial de Piragüismo de 1954.
En la modalidad de eslalon, obtuvo una medalla de oro en el Campeonato Mundial de Piragüismo en Eslalon de 1949.

## Palmarés internacional
| Juegos Olímpicos   | Juegos Olímpicos      | Juegos Olímpicos  | Juegos Olímpicos |
| Año                | Lugar                 | Medalla           | Competición      |
| ------------------ | --------------------- | ----------------- | ---------------- |
| 1956               | Melbourne (Australia) | Medalla de plata  | C2 10 000 m      |
| Campeonato Mundial |                       |                   |                  |
| Año                | Lugar                 | Medalla           | Competición      |
| 1954               | Mâcon (Francia)       | Medalla de bronce | K4 1000 m        |

| Campeonato Mundial | Campeonato Mundial | Campeonato Mundial | Campeonato Mundial |
| Año                | Lugar              | Medalla            | Competición        |
| ------------------ | ------------------ | ------------------ | ------------------ |
| 1949               | Ginebra (Suiza)    | Medalla de oro     | C1 por equipos     |